# Dolna Grupa
Dolna Grupa is een plaats in het Poolse district  Świecki, woiwodschap Koejavië-Pommeren. De plaats maakt deel uit van de gemeente Dragacz en telt 1030 inwoners.